# دختر شایسته روسیه ۲۰۰۷
دختر شایسته روسیه ۲۰۰۷ (انگلیسی: Miss Russia 2007) شانزدهمین دوره مسابقات دختر شایسته روسیه است که در ۱۴ دسامبر ۲۰۰۷ در گستینوم یارد، مسکو، روسیه برگزار شد. تاتیانا کوتووا از روستوف-نا-دونو جانشین خود کسینیا سوخینووا از تیومن را به عنوان خانم جدید روسیه تاج گذاری کرد. ریو موری و ژانگ زیلین نیز در این رویداد شرکت کردند. کسینیا سوخینووا در مسابقه دوشیزه دنیا ۲۰۰۸ شرکت کرد و برنده شد. اما از آنجایی که برنده مسابقه ملی نبود، سازمان دوشیزه روسیه تصمیم گرفت نفر دوم، ورا کراسووا، را به مسابقه دوشیزه جهان ۲۰۰۸ که در نها ترنگ، ویتنام برگزار شد، اعزام کند که او موفق شد به جمع پنج فینالیست برتر راه پیدا کند.